# Jury Chechi
Pour les articles homonymes, voir Le Seigneur des anneaux (homonymie).
Jury Dimitri Chechi (ˈjuri ˈkeki), né le 11 octobre 1969 à Prato, est un gymnaste italien, surnommé le « Seigneur des Anneaux » par la presse et les spécialistes de sa discipline.
Son prénom lui a été donné en hommage au cosmonaute russe Youri Gagarine.

## Biographie
Jury Chechi a été champion olympique aux anneaux en 1996 et troisième à Athènes en 2004 à l'âge de 35 ans.
Dominant sa spécialité, les anneaux, il a remporté cinq médailles d'or et deux médailles de bronze aux championnats du monde ainsi que quatre médailles d'or et deux médailles de bronze aux championnats d'Europe. Il est le porte-drapeau de l'Italie en 2004.

## Hommage
Le 7 mai 2015, en présence du président du Comité national olympique italien (CONI), Giovanni Malagò, a été inauguré  le Walk of Fame du sport italien dans le parc olympique du Foro Italico de Rome, le long de Viale delle Olimpiadi. 100 tuiles rapportent chronologiquement les noms des athlètes les plus représentatifs de l'histoire du sport italien. Sur chaque tuile figure le nom du sportif, le sport dans lequel il s'est distingué et le symbole du CONI. L'une de ces tuiles lui est dédiée .

## Palmarès

### Jeux olympiques
- Atlanta 1996
  -  médaille d'or aux anneaux
- Athènes 2004
  -  médaille de bronze aux anneaux

### Championnats du monde
- Stuttgart 1989
  -  médaille de bronze aux anneaux
- Indianapolis 1991
  -  médaille de bronze aux anneaux
- Birmingham 1993
  -  médaille d'or aux anneaux
- Brisbane 1994
  -  médaille d'or aux anneaux
- Sabae 1995
  -  médaille d'or aux anneaux
- San Juan 1996
  -  médaille d'or aux anneaux
- Lausanne 1997
  -  médaille d'or aux anneaux

### Championnats d'Europe
- Lausanne 1990
  -  médaille d'or aux anneaux
  -  médaille de bronze aux concours général individuel
- Budapest 1992
  -  médaille d'or aux anneaux
  -  médaille de bronze au sol.
- Prague 1994
  -  médaille d'or aux anneaux
- Copenhague 1996
  -  médaille d'or aux anneaux